# Osmia conjuncta
Osmia conjuncta är en biart som beskrevs av Cresson 1864. Osmia conjuncta ingår i släktet murarbin, och familjen buksamlarbin. Inga underarter finns listade i Catalogue of Life.